# Пісістрат (син Пісістрата)
Пісістрат  (дав.-гр. Πεισίστρατος) — персонаж давньогрецької міфології, цар Мессенії. Рахується також як Пісістрат II.

## Життєпис
Син царя Пісістрата. На той час Мессенія фактично розпалася на декілько царств або існувало декілько царів-співволодарів. Після смерті батька успадкував владу. Його співцарем спочатку був Андропомп, а потім Мелант. Спільно з ним, а також Тісаменом, царем Спарти, брав участьу війнах проти дорійських племен на чолі із Аристомахом.
Відповідно до Павсанія, коли Мелант залишив Мессенію, перебравшись до Афін, Пісістрат залишився або загинув. Разом з тим афінський тиран Пісістрат вважав себе його нащадком.